# Tiny Tim (foguete)

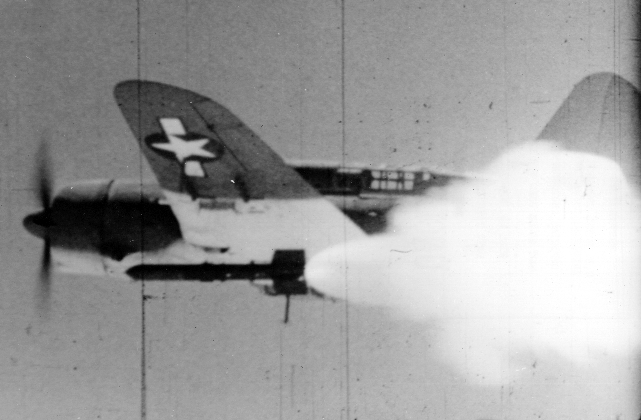
Um SB2C Helldiver disparando um foguete Tiny Tim.

O Tiny Tim foi míssil ar-terra Norte americano, usado já perto do final da Segunda Guerra Mundial. Uma fonte afirma que ele foi construído para atender ao requerimento da Marinha, por um míssil antinavio, capaz de atingir navios sem entrar no raio de ação dos mísseis antiavião daqueles, carregando uma carga útil explosiva com capacidade de afundar navios de grande porte.
No entanto, de acordo com o "China Lake Weapons Digest", o Tiny Tim era 
... projetado pelo "Caltech-China Lake team" como um  "destruidor de casamata", ele foi o primeiro grande míssil lançado de aviões, e apesar de ter tido participação restrita na Segunda Guerra, ele ajudou no estabelecimento das bases de vários desenvolvimentos de foguetes no pós guerra.
Como carga de guerra, o Tiny Tim utilizava uma bomba explosiva de 227 kg, com um alcance máximo de 1.500 metros.